# Parasamoa gressitti
Parasamoa gressitti – gatunek kosarza z podrzędu Laniatores i rodziny Samoidae. Jedyny znany przedstawiciel monotypowego rodzaju Parasamoa.